# Oxbridge

Escudos de la Universidad de Cambridge (izquierda) y de la Universidad de Oxford (derecha)

«Oxbridge» es una palabra «maleta» de las universidades de Oxford y Cambridge, las dos más antiguas, ricas y famosas del Reino Unido. El término se utiliza para referirse a ellas colectivamente, en contraste con otras universidades británicas, y más ampliamente para describir características que recuerdan a ellas, a menudo con implicaciones de estatus social o intelectual superior o elitismo.

## Orígenes
Aunque ambas universidades se fundaron hace más de ocho siglos, el término «Oxbridge» es relativamente reciente. En la novela Pendennis, de William Makepeace Thackeray, publicada en 1850, el protagonista asiste al ficticio Boniface College de Oxbridge. Según el Oxford English Dictionary, el primer uso registrado de la palabra fue de Virginia Woolf, quien, citando a William Makepeace Thackeray, hizo referencia a ella en su ensayo de 1929 «A Room of One's Own». El término se utilizó en el Times Educational Supplement en 1957, y al año siguiente en Universities Quarterly.
Cuando se amplía, casi siempre se hace referencia a las universidades como «Oxford y Cambridge», el orden en que fueron fundadas. Una excepción notable es la Sociedad de Cambridge y Oxford de Tokio; probablemente se deba a que el Club de Cambridge se fundó allí primero, y también tenía más miembros que su homólogo de Oxford cuando se fusionaron en 1905.

## Significado
Además de ser un término colectivo, «Oxbridge» se utiliza a menudo como abreviatura de las características que comparten ambas instituciones:
- Son las dos universidades más antiguas en funcionamiento ininterrumpido del Reino Unido. Ambas se fundaron hace más de 800 años y siguieron siendo las únicas universidades de Inglaterra (salvo fundaciones efímeras, como las de Northampton y Durham) hasta el siglo XIX. Entre las dos han formado a un gran número de los científicos, escritores y políticos más destacados de Gran Bretaña, así como a figuras notables en muchos otros campos.[5]
- Cada una de ellas tiene una estructura colegiada similar, según la cual la universidad es una cooperativa de sus colegios constituyentes, que son responsables de las supervisiones/tutorías (el principal método de enseñanza de pregrado, exclusivo de Oxbridge), el alojamiento y la atención pastoral.
- Han creado instituciones e instalaciones similares, como importantes editoriales (Oxford University Press y Cambridge University Press), jardines botánicos (el Jardín Botánico de la Universidad de Oxford y el Jardín Botánico de la Universidad de Cambridge), museos (el Ashmolean y el Fitzwilliam), bibliotecas de depósito legal (la Biblioteca Bodleiana y la Biblioteca de la Universidad de Cambridge), sociedades de debate (la Oxford Union y la Cambridge Union) y notables grupos de comedia (The Oxford Revue y The Cambridge Footlights).
- La rivalidad entre Oxford y Cambridge también tiene una larga historia, que se remonta aproximadamente a 1209, cuando Cambridge fue fundada por eruditos que se refugiaban de los hostiles habitantes de Oxford,[6] y que se celebra hasta hoy en partidos universitarios como la Regata Oxford-Cambridge.